# Актинобактерії
Актинобактерії (Actinobacteria, застаріла назва — променисті грибки) — клас грам-позитивних бактерій, які характеризуються високим (понад 55%) вмістом гуаніну і цитозину в ДНК та мають подібну грибам міцеліальну будову. Найбільший підряд класу — актиноміцети (Actinomyceta).
Товщина міцелія актиноміцетів — 0,5—1,0 мкм. При зростанні на щільних середовищах розрізняють субстратну і повітряну частини міцелію. Розмножуються вони фрагментами або спорами що утворюються у різних видів на повітряному і/або субстратному міцелії. Спори та спороносці мають різноманітну форму. Зрідка забезпечені джгутиками й здатні до пересування.
Подібно до грибів актиноміцети здатні утворювати позаклітинні ферменти гідролази, які розкладають складні полімерні речовини (хітин, лігнін, гумусоподібні речовини). Поширені в ґрунті, мулі водоймищ, на рослинних залишках, основною екологічною роллю є розкладання органічної речовини. Є патогенні види (Actinomyces israelii), що спричиняють актиномікоз.
Актиноміцети є активними продуцентами антибіотиків, утворюючи до половини відомих науці.

## Деякі ранги класу

### Нокардіоформні актиноміцети
Аеробні організми, що мають в циклі розвитку міцеліальну стадію. Міцелій може розпадатися на елементи, утворюючи ланцюжки, подібні спорангіям. Справжніх спор немає. Сюди відносять рід Rhodococcus, здатний використовувати вуглеводні нафти.

### Геодерматофіли та франкії
Міцелій, що утворюється, ділиться на окремі коковидні клітини, рухомі у геодерматофілів і нерухомі у франкій. Франкії — азотфіксувальні симбіонти вільхи й інших не бобових рослин, що створює на їхньому корінні бульби. Житло: ґрунт, води та шкіра ссавців.

### Актиноплани
У циклі розвитку мають рухому стадію і стадію утворення розвиненого міцелію, розділеного перегородками. Поділяються на роди по типах спорангіїв. Сапротрофи та факультативні паразити. Поширені в ґрунті, лісовій підстилці, тваринних останках і воді природних джерел, часто розвиваючись на пилку рослин, що потрапили в неї.

### Стрептоміцети
Утворюють добре розвинений повітряний міцелій, що не розпадається в процесі розвитку на окремі клітини. Спорангії складаються з прямих або закручених спіраллю ланцюжків нерухомих спор. Мешкають у ґрунті, характеризуються сильною антибіотичною і хітинорозчинювальною активністю.

### Мадуроміцети
Міцелій також не розпадається на окремі клітки. Спори тільки на повітряному міцелії в ланцюжках або спорангіях, як рухомі, так і ні. Група погано вивчена і вимагає ревізії.

### Термоактиноміцети та термоноспори
Термоактиноміцети утворюють типові ендоспори й за цією ознакою, а також по будові 16s рРНК, повинні бути віднесені до бацил, проте утворюють розвинений міцелій. Термофіли, здатні рости в діапазоні 40—48 градусів за Цельсієм.